# Reillanne
Reillanne – miejscowość i gmina we Francji, w regionie Prowansja-Alpy-Lazurowe Wybrzeże, w departamencie Alpy Górnej Prowansji.

## Demografia
Według danych na rok 1990 gminę zamieszkiwało 1197 osób, a gęstość zaludnienia wynosiła 31 osób/km². W styczniu 2015 r. Reillanne zamieszkiwało 1590 osób, przy gęstości zaludnienia wynoszącej 41,2 osób/km².

## Zabytki
Największym zabytkiem miejscowości jest wieża zegarowa na wzgórzu w samym centrum miejscowości.